# Fórum (revista)
Fórum é uma revista brasileira que foi publicada mensalmente por 12 anos em versão impressa pela editora Publisher Brasil. O número 1 foi às bancas em setembro de 2001 e a última edição em papel impressa, em dezembro de 2013. A revista ainda teve um número zero em abril de 2001.
Atualmente a Revista Fórum é apenas digital. Seu portal é uma mídia independente brasileira e a edição semanal digital da revista é publicada a cada sexta-feira. Inspirada no Fórum Social Mundial, o foco autodeclarado da revista é a divulgação dos acontecimentos mais recentes dos movimentos sociais no país. A Fórum também realiza transmissões por meio do seu canal no YouTube.

## Coberturas de destaque
Desde 2001, a revista produziu reportagens que alcançaram repercussão em outros veículos da mídia brasileira, tais como a cobertura da tentativa de golpe de estado na Venezuela em 2002, uma entrevista com o líder palestino Yasser Arafat e uma reportagem investigativa com denúncias de abusos cometidos pela polícia paulista após a onda de ataques do Primeiro Comando da Capital (PCC) em maio de 2006. Foram publicadas também entrevistas polêmicas como com o ex-ministro-chefe da Casa Civil, José Dirceu, que teve seu mandato de deputado cassado em decorrência do escândalo do mensalão, e com o líder das Forças Armadas Revolucionárias da Colômbia (FARC) Raúl Reyes, numa das últimas vezes em que falou com a imprensa antes de ser vítima de uma ataque aéreo realizado pelo Exército da Colômbia em território equatoriano. Em 2009 publicou uma entrevista com o delegado da Polícia Federal Protógenes Queiroz.

## Colaboradores
A revista teve entre seus colunistas intelectuais como Túlio Vianna, Marcio Pochmann, Altamiro Borges, Idelber Avelar, Mouzar Benedito e Pedro Venceslau e atualmente o portal Fórum abriga blogueiros como Maria Frô, Rodrigo Vianna, Jarid Arraes, Adriana Delorenzo e Cidinha da Silva. Abriga também colunistas como Alexandre Padilha e Leandro Seawright Alonso. O diretor editoral da Revista Fórum é o jornalista Renato Rovai e sua editora executiva é a jornalista Adriana Delorenzo. O Conselho Editorial da Fórum tem líderes de movimentos da sociedade civil organizada como UNE, Central Única dos Trabalhadores, Intervozes, Ibase e Instituto Paulo Freire, além dos economistas Paul Singer, Pochmann e Luiz Gonzaga Belluzzo, do filósofo Renato Janine Ribeiro e do escritor Wladimir Pomar.[carece de fontes?]

## Controvérsias
Em setembro de 2016, o governo do presidente Michel Temer cortou o repasse de recursos a sites e blogs considerados pró-Governo Dilma e pró-PT, sendo o corte de pagamentos destinados à Revista Fórum na ordem de R$ 109 mil. Por outro lado, Temer ampliou o repasse de verbas publicitárias a órgãos da mídia tradicional, que em grande parte, apoiaram o impeachment de Dilma Rousseff. No caso dos veículos impressos, por exemplo, o aumento dos gastos em publicidade governamental chegou a 350% em 2016.